# Замок Фотерінгей
Замок Фотерінгей (англ. Fotheringhay Castle) — замок, розташований в однойменному селищі за 6 км на північ від міста Андл, Нортгемптоншир, Англія.
Тут народився король Річард III у 1452 році.

## Історія

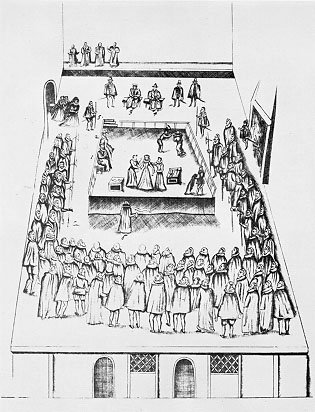
Страта королеви Марії у великій залі замку Фотерінгей

Норманський замок за системою motte-and-bailey було вперше зведено на північному березі річки Нен Симоном де Санлісом, графом Нортгемптон близько 1100 року.
Внутрішній двір замку було захищено валом і ровом.
До 1212 року замок належав Давид, граф Гантінгдон, але потім був конфіскований королем Джоном. На початку XIII століття власником замку став Вільям Маршал, 1-й граф Пембрук. Згодом його було передано Ранульфу, графу Честер. Після смерті Іоанна Шотландського, наступного графа Честера, замок придбала мати Генріха III. Останній передав замок своєму сину принцу Едуарду.
Під час Другої баронської війни Фотерінгей і замок Честер було передано Роберту Ферре. Він був їхнім власником з 1264 до 1265 року.
1446 року в замку народилася Маргарита Йоркська.

### Суд і страта шотландської королеви Марії
Королева Марія Стюарт, яка провела більшу частину свого 18-річного ув'язнення у замку Шеффілд, останні дні свого життя перебувала під вартою в замку Фотерінгей, де її було засуджено за зраду. Марії зачитали вирок напередодні страти й останню ніч вона молилась у каплиці замку. Її було страчено у Великій залі 8 лютого 1587 року.

## Новий час
Незважаючи на розмір і значення замку він почав занепадати у другій половині єлизаветинського періоду. У 1627 році, невдовзі після вступу на англійський престол Карла I, онука Марії Шотландської, Фотерінгей було зруйновано й місцевість розчищено.

## Сьогодення
Нині плануються роботи щодо відновлення замку. Він вважається об'єктом «національного значення». Сьогодні на місці замку немає нічого, окрім земляних робіт та решток фундаменту. Фотерінгей відкрито для відвідувачів у денний час. Звідси відкривається чудовий вид на долину річки Нен.